# دیتزینگن
شهر دیتزینگن در ایالت بادن-وورتمبرگ در کشور آلمان واقع شده است.